# Zebrasoma gemmatum
Espèce
Statut de conservation UICN

 DD  : Données insuffisantes
L'Acanthure à pierreries (Zebrasoma gemmatum) est une espèce de poissons chirurgiens de la famille des Acanthuridae. Et il vient des zones aux alentours de l'île Maurice dans l’océan Indien.

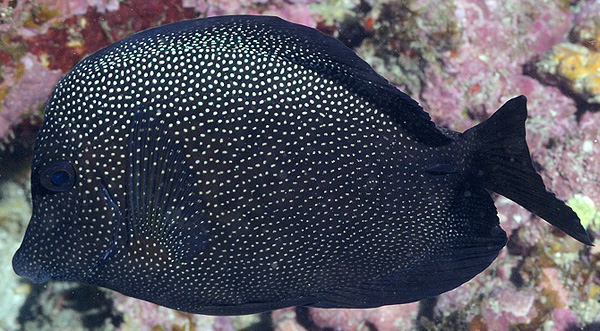